# Robert Wadlow
Robert Pershing Wadlow (22. února 1918 Alton, Illinois – 15. července 1940 Manistee, Michigan) byl nejvyšší člověk ve zdokumentované historii, jehož výška je nesporně ověřena. Přezdívalo se mu „Obr z Altonu“ nebo „gigant z Illinois“, podle jeho rodiště. Pro svou galantní a dobrosrdečnou povahu si vysloužil také přízvisko „Něžný obr“. Na konci života měřil 2,72 m (bezmála 9 stop) a vážil téměř 200 kg. Zemřel ve věku 22 let na komplikace po infekci způsobené zraněním kotníku.
Při narození měřil běžných 51 cm. Ve 3 letech však měl už 150 cm a krátce po 10. narozeninách přesáhl výšku 2 metrů. V 17 letech měřil 2,51 m a v 21 letech 2,64 m. Nikdo jiný z jeho rodiny mimořádně vysoký nebyl, jeho abnormální a stále pokračující růst byl způsoben hypertrofií hypofýzy, která produkovala nadměrné množství růstového hormonu. Wadlow v době smrti nesl prokazatelné známky dalšího růstu; není pochyb o tom, že kdyby nezemřel, dosáhl by ještě větší výšky. Byl jinak poměrně zdráv, jeho předčasnou smrt zapříčinila necitlivost nohou způsobená jeho extrémní výškou.

## Galerie

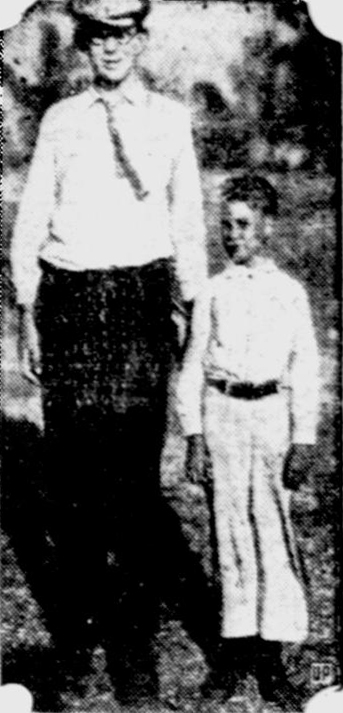
Desetiletý Robert Wadlow (vlevo) s vrstevníkem
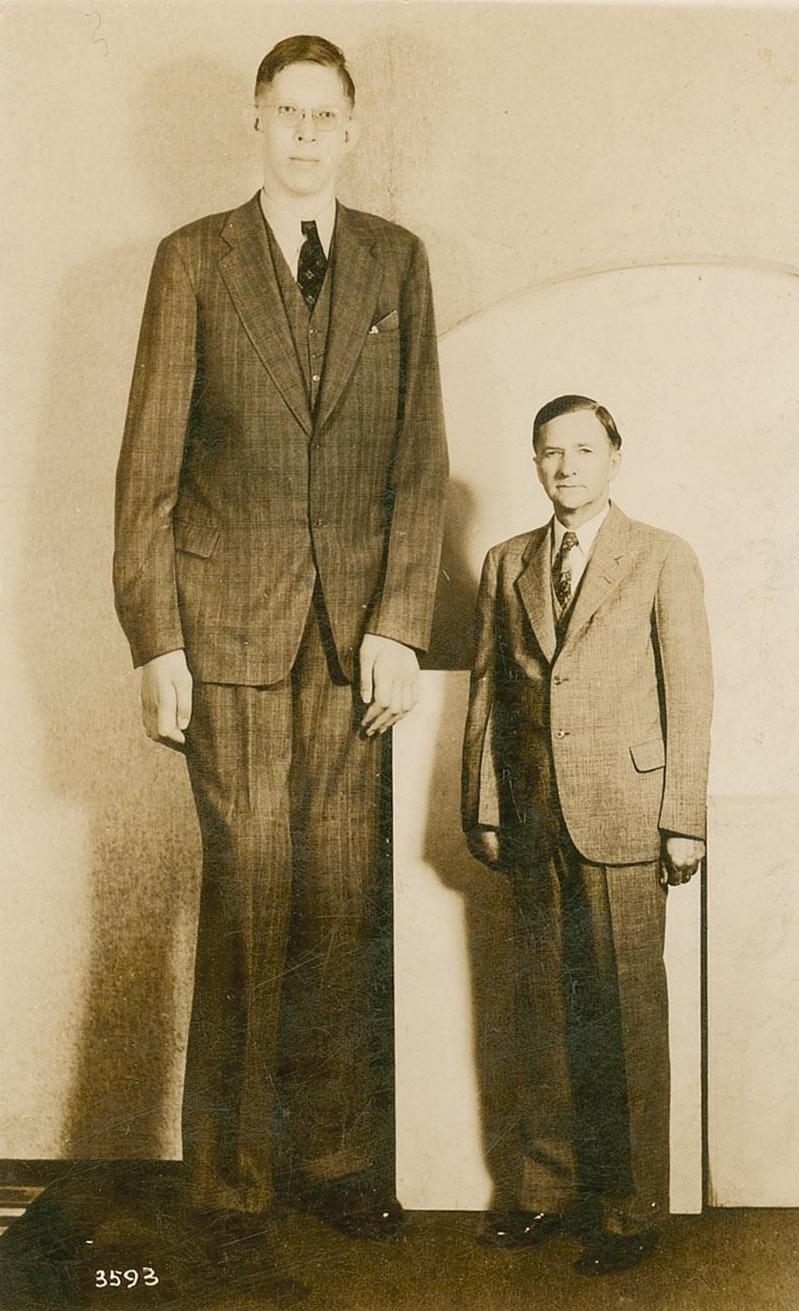
Wadlow se svým otcem
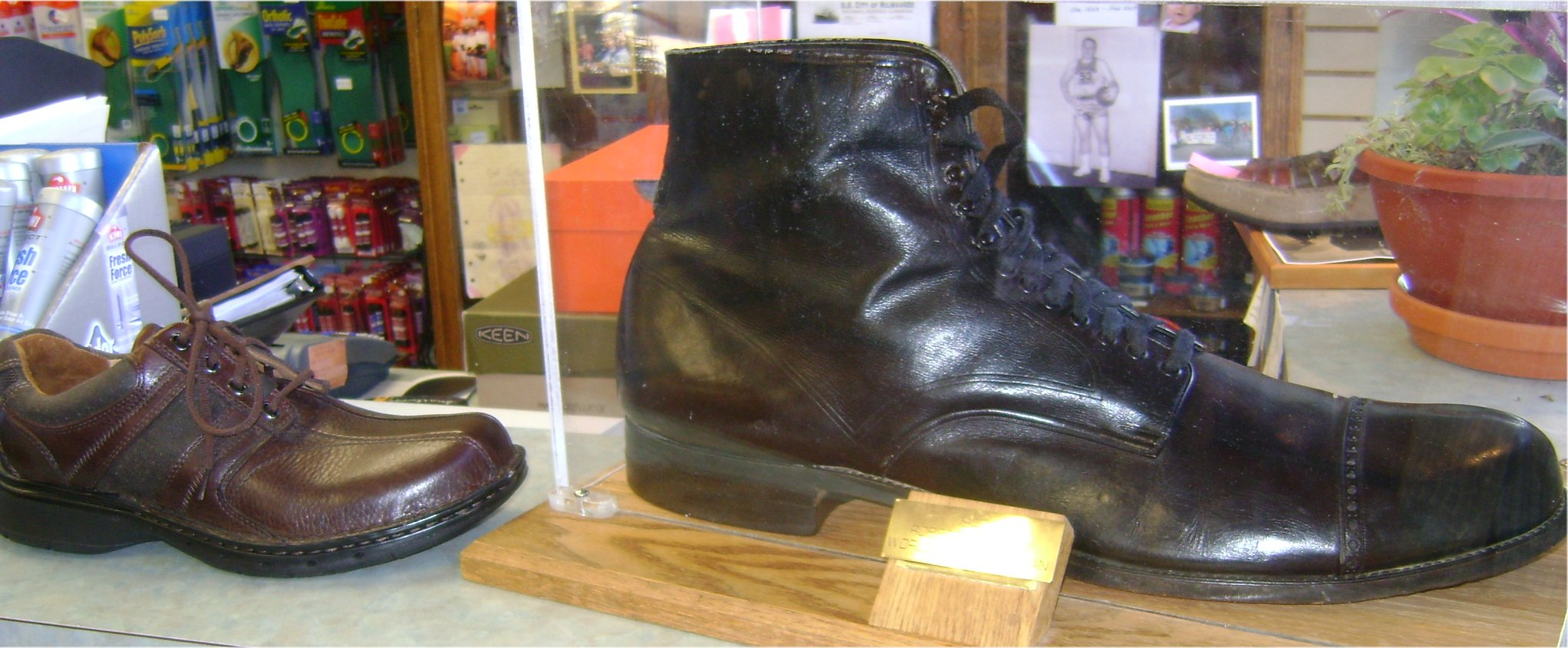
Wadlowova bota (zhruba vel. 75) v porovnání s botou běžné velikosti